# Superstar (1. sezona)
Superstar Hrvatska 2023 je prva sezona natjecateljske emisije Superstar u Hrvatskoj, natjecateljske emisije, hrvatske verzije Pop Idola.
U prosincu 2022. otvorene su prijave za sudionike koji će se natjecati za glavnu nagradu od 50.000 eura, a zatvorene su svibnju 2023. godine. Emitiranje je započelo 23. rujna 2023. godine.
Žiri čine Severina Vučković, Nika Turković, Tonči Huljić i Filip Miletić.
Voditeljica showa od devete epizode je Antonija Blaće, a tijekom reklama show vodi glumica Arija Rizvić čiji razgovori se prikazuju na društvenim mrežama i portalu RTL-a.
Talent show emitira se svake subote u 20:15h na kanalu RTL, a prvih osam epizoda koje su snimljene unaprijed svoju premijeru imale su dan ranije na RTL-ovom streaming portalu Voyo.

## Audicije
Snimanja audicija krenulo je na ljeto 2023. godine u studiju Jadran filma u Zagrebu. 
Svaki od člana žirija donosi odluku o prolasku kandidata u naredni krug natjecanja izgovaranjem riječi "da" ili "ne". Kandidat koji dobije dva "ne" ne prolazi u naredni krug natjecanja.
Audicijske epizode emitirane su kroz sedam epizoda, subotom u 20 sati.

### Prva epizoda
Epizoda je dostupna od 22. rujna na streaming platformi Voyo, a televizijska premijera bila je 23. rujna 2023. godine u 20:15h na RTL-u.
| Kandidat          | Kandidat | Kandidat      | Žiri  | Žiri | Žiri     | Žiri  | Iskoh nastupa | Iskoh nastupa |
| Ime i prezime     | Godine   | Mjesto        | Tonči | Nika | Severina | Filip | Iskoh nastupa | Iskoh nastupa |
| ----------------- | -------- | ------------- | ----- | ---- | -------- | ----- | ------------- | ------------- |
| Vanessa Kralj     | 23       | Leibnitz      | DA    | DA   | DA       | DA    | 4/4           | Prolaz        |
| Muhidin Hasanović | 18       | Ludwigsburg   | DA    | DA   | NE       | NE    | 2/4           | Izbačen/a     |
| Dora Mandić       | 18       | Petrijevci    | DA    | DA   | DA       | DA    | 4/4           | Prolaz        |
| Sanja Tomac       | 29       | Zaprešić      | NE    | NE   | NE       | NE    | 0/4           | Izbačen/a     |
| Arijan Djemajli   | 24       | Bibinje       | DA    | DA   | DA       | DA    | 4/4           | Prolaz        |
| Filip Kapitan     | 20       | Pitomača      | DA    | NE   | DA       | NE    | 2/4           | Izbačen/a     |
| Eva Brnas         | 16       | Metković      | DA    | DA   | DA       | DA    | 4/4           | Prolaz        |
| Michaela Viculin  | 16       | Kaštel Lukšić | NE    | NE   | NE       | NE    | 0/4           | Izbačen/a     |
| Lana Rubelj       | 17       | Split         | DA    | DA   | DA       | DA    | 4/4           | Prolaz        |
| David Đorđijevski | 23       | Osijek        | DA    | DA   | NE       | DA    | 3/4           | Prolaz        |
| Nina Bogeski      | 21       | Niš           | NE    | NE   | NE       | NE    | 0/4           | Izbačen/a     |
| Donat Mandić      | 29       | Zadar         | DA    | DA   | DA       | DA    | 4/4           | Prolaz        |
| Marko Vujević     | 21       | Split         | DA    | NE   | NE       | NE    | 1/4           | Izbačen/a     |
| Toni Peruško      | 25       | Labin         | DA    | DA   | DA       | DA    | 4/4           | Prolaz        |
| Mary Radić        | 17       | Zadar         | DA    | DA   | DA       | DA    | 4/4           | Prolaz        |

### Druga epizoda
Epizoda je dostupna od 29. rujna 2023. na streaming platformi Voyo, a televizijska premijera bila je 30. rujna 2023. godine.
| Kandidat             | Kandidat | Kandidat            | Žiri  | Žiri | Žiri     | Žiri  | Iskoh nastupa | Iskoh nastupa |
| Ime i prezime        | Godine   | Mjesto              | Tonči | Nika | Severina | Filip | Iskoh nastupa | Iskoh nastupa |
| -------------------- | -------- | ------------------- | ----- | ---- | -------- | ----- | ------------- | ------------- |
| Nikolina Kolman      | 17       | Zagreb              | DA    | DA   | DA       | DA    | 4/4           | Prolaz        |
| Luka Veljković       | 20       | Wangen Bei Olten    | DA    | DA   | DA       | DA    | 4/4           | Prolaz        |
| Maria Bandov         | 27       | Kaštel Štafilić     | DA    | NE   | NE       | DA    | 2/4           | Izbačen/a     |
| Chiara Majdenić      | 24       | Osijek              | NE    | DA   | DA       | DA    | 3/4           | Prolaz        |
| Karlo Orbanić        | 34       | Šibenik             | DA    | DA   | NE       | NE    | 2/4           | Izbačen/a     |
| Maglaja Milenković   | 19       | Beograd             | DA    | DA   | DA       | DA    | 4/4           | Prolaz        |
| Danijela             | 28       | Zagreb              | DA    | DA   | DA       | DA    | 4/4           | Prolaz        |
| Monika Mitevska      | 18       | Sjeverna Makedonija | DA    | DA   | DA       | DA    | 4/4           | Prolaz        |
| Ivan Vidović         | 26       | Zadar               | DA    | DA   | DA       | DA    | 4/4           | Prolaz        |
| Marko Tomoković      | 29       | Ladimirevci         | DA    | NE   | NE       | NE    | 1/4           | Izbačen/a     |
| Iris Kovačić         | 17       | Omiš                | NE    | NE   | DA       | NE    | 1/4           | Izbačen/a     |
| Nina Abramović Dimec | 18       | Kostrena            | DA    | DA   | DA       | DA    | 4/4           | Prolaz        |
| Mauro Hrast          | 23       | Krk                 | NE    | NE   | DA       | NE    | 1/4           | Izbačen/a     |
| Moreno Vukojević     | 31       | Slavonski Brod      | DA    | DA   | DA       | DA    | 4/4           | Prolaz        |
| Eugen Bašić          | 22       | Slavonski Brod      | NE    | NE   | NE       | NE    | 0/4           | Izbačen/a     |
| Sara Spinćić         | 25       | Zagreb              | NE    | DA   | DA       | NE    | 2/4           | Izbačen/a     |
| Lana Mandarić        | 22       | Zagreb              | DA    | DA   | DA       | DA    | 4/4           | Prolaz        |
| Niko Vujanović       | 26       | Sinj                | DA    | DA   | DA       | DA    | 4/4           | Prolaz        |
| Ivan Živković        | 19       | Ivankovo            | DA    | DA   | DA       | DA    | 4/4           | Prolaz        |

### Treća epizoda
Epizoda je dostupna od 6. listopada 2023. na streaming platformi Voyo, a televizijska premijera bila je 7. listopada 2023. godine.
| Kandidat                          | Kandidat | Kandidat       | Žiri  | Žiri | Žiri     | Žiri  | Iskoh nastupa | Iskoh nastupa |
| Ime i prezime                     | Godine   | Mjesto         | Tonči | Nika | Severina | Filip | Iskoh nastupa | Iskoh nastupa |
| --------------------------------- | -------- | -------------- | ----- | ---- | -------- | ----- | ------------- | ------------- |
| Franka Blagus                     | 18       | Zagreb         | DA    | DA   | DA       | NE    | 3/4           | Prolaz        |
| Marko Vidović                     | 32       | Osijek         | NE    | NE   | NE       | NE    | 0/4           | Izbačen/a     |
| Erika Crnković                    | 28       | Osijek         | DA    | DA   | DA       | DA    | 4/4           | Prolaz        |
| Pino Kovačević                    | n/n      | n/n            | NE    | n/n  | n/n      | n/n   | n/n           | Izbačen/a     |
| Mara Butina                       | n/n      | n/n            | NE    | n/n  | n/n      | n/n   | n/n           | Izbačen/a     |
| Kristina                          | 23       | Zagreb         | n/n   | n/n  | n/n      | n/n   | n/n           | Izbačen/a     |
| Viktor Habazin                    | 22       | Zagreb         | DA    | DA   | DA       | DA    | 4/4           | Prolaz        |
| Jana Senković                     | 20       | Dugopolje      | DA    | NE   | NE       | NE    | 1/4           | Izbačen/a     |
| Davor Knežević                    | 32       | Subotica       | DA    | DA   | DA       | DA    | 4/4           | Prolaz        |
| Aleksandra Dimitrijević           | 25       | Beograd        | NE    | NE   | NE       | NE    | 0/4           | Izbačen/a     |
| Anatalia Filimone Kević Zandamela | 17       | Drniš          | DA    | DA   | DA       | DA    | 4/4           | Prolaz        |
| Antun Kovaćić                     | 25       | Karlovac       | NE    | DA   | NE       | NE    | 1/4           | Izbačen/a     |
| Petar Šegedin                     | 18       | Korčula        | DA    | DA   | DA       | DA    | 4/4           | Prolaz        |
| Lora Simikić                      | 17       | Zagreb         | DA    | DA   | DA       | DA    | 4/4           | Prolaz        |
| Tea Stojanac                      | 28       | Slavonski Brod | NE    | NE   | NE       | NE    | 0/4           | Izbačen/a     |
| David Balint                      | 23       | Zagreb         | DA    | DA   | DA       | DA    | 4/4           | Prolaz        |
| David Rabar                       | 22       | Osijek         | NE    | NE   | NE       | NE    | 0/4           | Izbačen/a     |
| Andrea Jelonjić                   | 27       | Zagreb         | DA    | DA   | DA       | DA    | 4/4           | Prolaz        |
| David Amaro                       | 30       | Jesenice       | DA    | DA   | DA       | DA    | 4/4           | Prolaz        |

### Četvrta epizoda
Epizoda je dostupna od 13. listopada 2023. na streaming platformi Voyo, a televizijska premijera bila je 14. listopada 2023. godine.
| Kandidat                 | Kandidat | Kandidat        | Žiri  | Žiri | Žiri     | Žiri  | Iskoh nastupa | Iskoh nastupa |
| Ime i prezime            | Godine   | Mjesto          | Tonči | Nika | Severina | Filip | Iskoh nastupa | Iskoh nastupa |
| ------------------------ | -------- | --------------- | ----- | ---- | -------- | ----- | ------------- | ------------- |
| Deviun Juraj             | 22       | Zagreb          | DA    | DA   | DA       | DA    | 4/4           | Prolaz        |
| Filip Galović            | 27       | Steyr           | NE    | NE   | NE       | NE    | 0/4           | Izbačen/a     |
| Semir Draganović         | 27       | Ključ           | DA    | DA   | DA       | DA    | 4/4           | Prolaz        |
| Tihana Deanović          | n/n      | n/n             | DA    | n/n  | NE       | NE    | n/n           | Izbačen/a     |
| Gabriel                  | n/n      | Šibenik         | n/n   | n/n  | n/n      | n/n   | n/n           | Izbačen/a     |
| Hana Ivković             | 16       | Sinj            | DA    | DA   | DA       | DA    | 4/4           | Prolaz        |
| Gloria Hršak             | 27       | Mičevac         | DA    | DA   | DA       | NE    | 3/4           | Prolaz        |
| Josip Rudelić            | 20       | Ivanić-Grad     | DA    | NE   | NE       | DA    | 2/4           | Izbačen/a     |
| Petar Macukić            | 29       | Zagreb          | DA    | DA   | DA       | DA    | 4/4           | Prolaz        |
| Tončica Knez             | 28       | Zagreb          | DA    | NE   | NE       | NE    | 1/4           | Izbačen/a     |
| Ajda Lacković            | 23       | Naklo           | DA    | DA   | DA       | NE    | 3/4           | Prolaz        |
| Pjero Maltar             | 22       | Valpovo         | NE    | NE   | NE       | NE    | 0/4           | Izbačen/a     |
| Vanillas (Stella & Dani) | 23, 24   | Rees, Friedberg | DA    | DA   | DA       | DA    | 4/4           | Prolaz        |
| Lana Domjanović          | 19       | Sinj            | DA    | DA   | DA       | DA    | 4/4           | Prolaz        |
| David Sinjeri            | 32       | Buje            | NE    | NE   | NE       | NE    | 0/4           | Izbačen/a     |
| Vivien Kurtović          | 28       | Novi Sad        | DA    | NE   | DA       | DA    | 3/4           | Prolaz        |
| Nicky Vranić             | 27       | Vodnjan         | NE    | NE   | NE       | NE    | 0/4           | Izbačen/a     |
| Rebecca Sponza           | 22       | Rovinjsko Selo  | DA    | DA   | DA       | DA    | 4/4           | Prolaz        |

### Peta epizoda
Epizoda je dostupna od 20. listopada 2023. na streaming platformi Voyo, a televizijska premijera bila je 21. listopada 2023. godine.
| Kandidat          | Kandidat | Kandidat       | Žiri  | Žiri | Žiri     | Žiri  | Iskoh nastupa | Iskoh nastupa |
| Ime i prezime     | Godine   | Mjesto         | Tonči | Nika | Severina | Filip | Iskoh nastupa | Iskoh nastupa |
| ----------------- | -------- | -------------- | ----- | ---- | -------- | ----- | ------------- | ------------- |
| Mia Ribić         | 18       | Velika Kladuša | DA    | DA   | DA       | DA    | 4/4           | Prolaz        |
| Aleksa Despotović | 22       | Raška          | NE    | DA   | NE       | DA    | 2/4           | Izbačen/a     |
| Lucija Buza       | 20       | Zagreb         | DA    | DA   | DA       | DA    | 4/4           | Prolaz        |
| Anja Đurđević     | 23       | Zagreb         | NE    | NE   | DA       | NE    | 1/4           | Izbačen/a     |
| Bruno Rački       | 22       | Jastrebarsko   | DA    | DA   | DA       | DA    | 4/4           | Prolaz        |
| Mihovil Cota      | 24       | Oklaj          | NE    | NE   | NE       | NE    | 0/4           | Izbačen/a     |
| Ana Bertić        | 15       | Zagreb         | DA    | DA   | DA       | DA    | 4/4           | Prolaz        |
| Ivan Ivanović     | 22       | Orašje         | NE    | NE   | NE       | n/n   | 0/4           | Izbačen/a     |
| Elizabeth Zacero  | 25       | Kastav         | DA    | DA   | DA       | DA    | 4/4           | Prolaz        |
| Marin Novaković   | 28       | Zagreb         | NE    | DA   | DA       | DA    | 3/4           | Prolaz        |
| Loren Jeričević   | 28       | Zagreb         | NE    | NE   | DA       | DA    | 2/4           | Izbačen/a     |
| Nika Švenda       | 22       | Zagreb         | DA    | DA   | DA       | DA    | 4/4           | Prolaz        |
| Bruno Javor       | 31       | Zagreb         | DA    | DA   | DA       | DA    | 4/4           | Prolaz        |
| Judita Štorga     | 22       | Zagreb         | DA    | NE   | DA       | DA    | 3/4           | Prolaz        |
| Ivan Veček Vart   | 23       | Split          | NE    | NE   | NE       | NE    | 0/4           | Izbačen/a     |
| Zvonimir Detelj   | 27       | Zagreb         | DA    | DA   | DA       | DA    | 4/4           | Prolaz        |

### Šesta epizoda
Epizoda je dostupna od 27. listopada 2023. na streaming platformi Voyo, a televizijska premijera bila je 28. listopada 2023. godine.
| Kandidat              | Kandidat | Kandidat       | Žiri  | Žiri | Žiri     | Žiri  | Iskoh nastupa | Iskoh nastupa |
| Ime i prezime         | Godine   | Mjesto         | Tonči | Nika | Severina | Filip | Iskoh nastupa | Iskoh nastupa |
| --------------------- | -------- | -------------- | ----- | ---- | -------- | ----- | ------------- | ------------- |
| Lučijano Šečić        | 18       | Zagreb         | DA    | DA   | DA       | DA    | 4/4           | Prolaz        |
| Hana Grubić           | 18       | Zadar          | DA    | DA   | DA       | DA    | 4/4           | Prolaz        |
| Kristijan Josip Periš | 29       | Zagreb         | DA    | NE   | NE       | DA    | 2/4           | Izbačen/a     |
| Bruno Barišić         | 16       | Split          | DA    | DA   | DA       | DA    | 4/4           | Prolaz        |
| Valentina Stojanović  | 25       | Zagreb         | NE    | NE   | NE       | NE    | 0/4           | Izbačen/a     |
| Mateo Resman          | 30       | Gerovo         | DA    | DA   | DA       | DA    | 4/4           | Prolaz        |
| Marko Vukmanović      | 31       | Zagreb         | DA    | NE   | NE       | NE    | 1/4           | Izbačen/a     |
| Nataša Đurić          | 29       | Banja Luka     | DA    | DA   | DA       | DA    | 4/4           | Prolaz        |
| Marino Jakobić        | 30       | Split          | DA    | DA   | DA       | DA    | 4/4           | Prolaz        |
| Lana Hlaban           | 18       | Klana          | DA    | n/n  | DA       | DA    | 3/4           | Prolaz        |
| Petar Dopater         | 22       | Zagreb         | n/n   | n/n  | NE       | n/n   | 0/4           | Izbačen/a     |
| Valentina Patrun      | 16       | Fažana         | DA    | DA   | DA       | DA    | 4/4           | Prolaz        |
| Sebastijan Mrkalj     | 25       | Slavonski Brod | DA    | DA   | NE       | NE    | 2/4           | Izbačen/a     |
| Ema Durić             | 18       | Sarajevo       | NE    | DA   | DA       | DA    | 3/4           | Prolaz        |
| Goran Tomić           | 25       | Zagreb         | DA    | NE   | DA       | DA    | 3/4           | Prolaz        |

### Sedma epizoda
Epizoda je dostupna od 3. studenoga 2023. na streaming platformi Voyo, a televizijska premijera bila je 4. studenoga 2023. godine.
| Kandidat            | Kandidat | Kandidat       | Žiri  | Žiri | Žiri     | Žiri  | Iskoh nastupa | Iskoh nastupa |
| Ime i prezime       | Godine   | Mjesto         | Tonči | Nika | Severina | Filip | Iskoh nastupa | Iskoh nastupa |
| ------------------- | -------- | -------------- | ----- | ---- | -------- | ----- | ------------- | ------------- |
| Vito Seleši         | 20       | Zagreb         | DA    | DA   | DA       | DA    | 4/4           | Prolaz        |
| Nikolina Družić     | 21       | Dubrovnik      | DA    | DA   | DA       | DA    | 4/4           | Prolaz        |
| Patricija Špoljarić | 19       | Bjelovar       | DA    | DA   | DA       | DA    | 4/4           | Prolaz        |
| Emanuela Mažar      | 23       | Samobor        | NE    | NE   | NE       | NE    | 0/4           | Izbačen/a     |
| Mark Bagarić        | 29       | Zagreb         | DA    | DA   | DA       | DA    | 4/4           | Prolaz        |
| Zvonimir Paponja    | 24       | Ilok           | NE    | NE   | NE       | NE    | 0/4           | Izbačen/a     |
| Dino Miklaužić      | 18       | Hum na Sutli   | n/n   | n/n  | n/n      | n/n   | n/n           | Prolaz        |
| Mladenka            | n/n      | n/n            | DA    | n/n  | n/n      | n/n   | n/n           | Prolaz        |
| Lorena              | n/n      | n/n            | n/n   | n/n  | n/n      | n/n   | n/n           | Prolaz        |
| Dorotea Prosnik     | 18       | Zagreb         | DA    | DA   | DA       | DA    | 4/4           | Prolaz        |
| Leona Doknjaš       | 15       | Tovarnik       | DA    | DA   | DA       | DA    | 4/4           | Prolaz        |
| Danko Trupinić      | 31       | Cernik         | NE    | NE   | NE       | NE    | 0/4           | Izbačen/a     |
| Luka Tonković       | 25       | Bizovac        | DA    | DA   | DA       | DA    | 4/4           | Prolaz        |
| Tihana Čulinović    | 28       | Martinska Ves  | NE    | NE   | DA       | DA    | 2/4           | Izbačen/a     |
| Marko Horvat        | 32       | Zagreb         | NE    | NE   | NE       | NE    | 0/4           | Izbačen/a     |
| Laura Miljanić      | 23       | Pula           | DA    | DA   | DA       | DA    | 4/4           | Prolaz        |
| Stefany Žužić       | 26       | Krk            | DA    | DA   | DA       | DA    | 4/4           | Prolaz        |
| Ivan Stašević       | 24       | Zagreb         | DA    | DA   | NE       | DA    | 2/4           | Izbačen/a     |
| Luka Tomić          | 23       | Slavonski Brod | DA    | DA   | DA       | DA    | 4/4           | Prolaz        |

## Recall

### Osma epizoda
Epizoda je dostupna od 10. studenoga 2023. na streaming platformi Voyo, a televizijska premijera bit će 11. studenoga 2023. godine. Snimanje recall epizode završilo je prije početka emitiranja prve emisije sezone.
Od stotinu kandidata koji su prošli audicijske emisije, nakon tri kruga eliminacije, njih 12 prošlo je u emisije uživo.
| Ime i prezime                     | Godine | Mjesto           | Emisija prvog prikazivanja |
| --------------------------------- | ------ | ---------------- | -------------------------- |
| David Amaro                       | 30     | Jesenice         | 3. epizoda                 |
| Petar Šegedin                     | 18     | Korčula          | 3. epizoda                 |
| Toni Peruško                      | 25     | Labin            | 1. epizoda                 |
| Hana Ivković                      | 17     | Sinj             | 4. epizoda                 |
| Ivan Vidović                      | 26     | Zadar            | 2. epizoda                 |
| Dino Miklaužić                    | 18     | Hum na Sutli     | 7. epizoda                 |
| Lana Mandarić                     | 22     | Zagreb           | 2. epizoda                 |
| Anatalia Filimone Kević Zandamela | 17     | Drniš            | 3. epizoda                 |
| Mia Ribić                         | 18     | Velika Kladuša   | 5. epizoda                 |
| Vanessa Kralj                     | 23     | Leibnitz         | 1. epizoda                 |
| Andrea Jelonjić                   | 27     | Zagreb           | 3. epizoda                 |
| Luka Veljković                    | 20     | Wangen Bei Olten | 2. epizoda                 |

## Emisije uživo
| Boja | Značenje boje u tablicama |
| ---- | ------------------------- |
|      | pobjednikica              |
|      | eliminacija               |
| ∕    | bez nastupa               |

### Deveta epizoda (TOP 12)
Epizoda se emitirala uživo 18. studenoga 2023. godine od 20:15 sati na RTL-u i streaming platformi Voyo.
Najboljih 12 kandidata ove sezone zajednički su izveli pjesmu The Edge of Glory (Lady Gaga).
| Ime      | Pjesma                                                          |
| -------- | --------------------------------------------------------------- |
| Luka     | Dino Merlin – Hotel Nacional                                    |
| Mia      | Naughty Boy ft. Beyoncé, Arrow Benjamin – Runnin' (Lose It All) |
| David    | Marija Šerifović ft. Matija Cvek – Pola Sunca                   |
| Anatalia | Alicia Keys – Girl on Fire                                      |
| Toni     | Creedence Clearwater Revival – Travelin' Band                   |
| Hana     | Christina Aguilera – Hurt                                       |
| Andrea   | Parni valjak – Molitva                                          |
| Ivan     | Dean Lewis – Be Alright                                         |
| Petar    | Zdravko Čolić – Kuća puna naroda                                |
| Dino     | Jet – Are You Gonna Be My Girl                                  |
| Vanessa  | Severina – Kao                                                  |
| Lana     | Faouzia – You Don't Even Know Me                                |

### Deseta epizoda (TOP 10)
Epizoda se emitirala uživo 25. studenoga 2023. godine od 20:15h na RTL-u i streaming platformi Voyo.
Najboljih 10 kandidata ove sezone zajednički su izveli pjesmu Heroes (Måns Zelmerlöw).
| Ime      | Pjesma                                  |
| -------- | --------------------------------------- |
| Lana     | Dino Dvornik – Ti si mi u mislima       |
| Dino     | Oliver Dragojević – Što to bješe ljubav |
| Vanessa  | Amy Winehouse – Valerie                 |
| Anatalia | Emeli Sandé – Read All About It         |
| Petar    | Petar Grašo – '92                       |
| Ivan     | Harry Styles – As It Was                |
| Andrea   | Bon Jovi – Livin’ on a Prayer           |
| Mia      | Nika Turković – Ima smisla              |
| Toni     | Majke – Ja sam budućnost                |
| Hana     | Marija Šerifović – Deo prošlosti        |

### Jedanaesta epizoda – polufinale (TOP 8)
Polufinalna, jedanaesta epizoda emitirala se uživo 2. prosinca 2023. godine od 20:15h na RTL-u i streaming platformi Voyo. U ovoj epizodi emisiju je napustilo četiri kandidata, a preostala četiri nastupit će u finalnoj, 12. epizodi.
Najboljih osam kandidata ove sezone zajednički su izveli pjesmu Shut Up and Dance (Walk the Moon).
Glazbena gošća bila je Lorena Bućan koja je izvela svoje dvije pjesme: Ženska snaga i Tvoja i gotovo.
| Ime     | Pjesma                                      |
| ------- | ------------------------------------------- |
| Dino    | Zdravko Čolić – Ti si mi u krvi             |
| Andrea  | Anastacia – Paid My Dues                    |
| Vanessa | Magazin – Ne tiče me se                     |
| Ivan    | Kodaline – All I Want                       |
| Mia     | Pink – Fuckin' Perfect                      |
| Toni    | Bijelo dugme – Sanjao sam noćas da te nemam |
| Petar   | Vinko Coce – Da je meni s tobom kroz Pasike |
| Hana    | Lady Gaga – Look What I Found               |

### Dvanaesta epizoda – finale (TOP 4)
Finalna, dvanaesta epizoda emitirala se uživo 9. prosinca 2023. godine na RTL-u i streaming platformi Voyo.
Uvodno, finalisti sezone zajednički su izveli pjesmu Wake Me Up (Avicii), dok su preostalih osam kandidata emisija uživo koji su ranije napustili show izveli This Is Me (The Greatest Showman Cast).
Tijekom ove večeri, prikupljeno je više od 100 tisuća glasova.
U prvom krugu najmanje glasova dobili su Petar i Toni. U nastavku večeri, u drugi krug prošli su Hana i Dino. Pobjednica prve sezone je Hana Ivković.
| Popis finalista | Prvi krug                                         | Drugi krug                        | Pobjednik/ca     |
| --------------- | ------------------------------------------------- | --------------------------------- | ---------------- |
| Petar Šegedin   | Sergej Ćetković – Pogledi u tami                  | ∕                                 | ★ Hana Ivković ★ |
| Petar Šegedin   | Oliver Dragojević - Nocturno                      | ∕                                 | ★ Hana Ivković ★ |
| Toni Peruško    | Billy Idol – Rebel Yell                           | ∕                                 | ★ Hana Ivković ★ |
| Toni Peruško    | Damir Urban & 4 – Mjesto za mene                  | ∕                                 | ★ Hana Ivković ★ |
| Hana Ivković    | Whitney Houston i Mariah Carey – When You Believe | Lady Gaga – I'll Never Love Again | ★ Hana Ivković ★ |
| Hana Ivković    | Jadranka Stojaković – Što te nema                 | Lady Gaga – I'll Never Love Again | ★ Hana Ivković ★ |
| Dino Miklaužić  | Led Zeppelin – Whole Lotta Love                   | Bon Jovi – Bed of Roses           | ★ Hana Ivković ★ |
| Dino Miklaužić  | Mišo Kovač – Ostala si uvijek ista                | Bon Jovi – Bed of Roses           | ★ Hana Ivković ★ |

## Gledanost
- Treća epizoda bila je najgledaniji sadržaj prikazan na svim nacionalnim televizijama u ciljnoj skupini od 18 do 54 godina s 24,6% udjela u gledanosti (SHR). Epizoda je dosegla gotovo 700.000 ljudi, odnosno svaki peti gledatelj pogledao je neki od audicijskih nastupa prema podacima RTL-a.[17]
- Peta epizoda bila je najgledaniji sadržaj na svim nacionalnim televizijama u ukupnoj populaciji, kao i u ciljnoj skupini od 18 do 54 godina. Ukupni doseg bio je gotovo 920 tisuća ljudi, no u najgledanijem trenutku emisije program je pratilo 470 tisuća ljudi u ukupnoj populaciji. Udio u gledanosti te epizode bio je 28,3% (SHR), a u ciljanoj skupini od 18 do 54 godine epizoda je postigla 26,9% (SHR).[18]
- Šesta audicijska emisija bila je najgledaniji sadržaj na svim nacionalnim televizijama u ukupnoj populaciji, kao i u ciljnoj skupini od 18 do 54 godina. Ukupni doseg bio je gotovo 900 tisuća ljudi, no u najgledanijem trenutku emisije program je pratilo 510 tisuća ljudi u ukupnoj populaciji. Udio u gledanosti epizode bio je 29,5% (SHR), a u ciljanoj skupini 28,4% (SHR). [19]
- Osma epizoda bila je najgledaniji televizijski sadržaj na svim nacionalnim televizijama u ciljanoj skupini od 18 do 54 godina. Cijela je epizoda postigla 22,5% udjela u gledanosti (SHR), a prvog je idućeg konkurenta iza sebe ostavila za 62%.[20]
- Finalna epizoda bila je najgledaniji televizijski sadržaj na svim nacionalnim televizijama u ciljnoj skupini od 18 do 54 godine. Cijela je emisija postigla 26,5% udjela u gledanosti (SHR).[21]

## Vanjske poveznice
- Službena stranica na rtl.hr
- Superstar na Facebooku
- Superstar na Instagramu